# Kościół św. Jakuba w Hilden
Kościół św. Jakuba (niem. St.-Jacobus-Kirche) – rzymskokatolicka, neogotycka świątynia parafialna znajdująca się w niemieckim mieście Hilden, na rogu Mittelstraße i Hochdahler Straße.

## Historia
Pierwotnie wezwanie św. Jakuba nosił obecny kościół Reformacji, który w 1650, podczas wojny trzydziestoletniej, przeszedł w ręce protestantów. W 1680 katolicki duchowny Franz Lutger Gerretz wynajął dom na rogu obecnych Mittelstraße i Hochdahler Straße, dwa lata później wzniesiono przy nim niewielki, drewniany kościółek. Wskutek wzrostu liczby wiernych w 1745 rozpoczęto budowę kamiennej świątyni, konsekrowanej 8 czerwca 1749 pod wezwaniem św. Jakuba. Projekt obecnego kościoła sporządził August Rincklake.  Budowę rozpoczęto w 1872, 25 marca 1873 wmurowano kamień węgielny i w tym samym roku wzniesiono pierwszą część świątyni, budowę ukończono po rozbiórce poprzedniego budynku w latach 1881–1882. Pierwsze nabożeństwo odprawiono 30 lipca 1882, a 12 października 1891 kościół konsekrował bp Anton Hubert Fischer. W latach 1881–1882 wybudowano plebanię z materiału pozyskanego z gruzów rozebranego domu modlitwy. 10 sierpnia 1947, w podzięce za niezniszczenie miasta podczas II wojny światowej, poświęcono kaplicę kaplicę Matki Bożej urządzoną w dolnym piętrze wieży. W 1987 świątynię wpisano do rejestru zabytków.

## Architektura
Świątynia neogotycka, trójnawowa, o układzie halowym. Wnętrze zdobi dębowa, XV-wieczna figura św. Jakuba, przeniesiona z kościoła farnego. Na emporze zainstalowane są organy wykonane w 1982 przez warsztat Karla Schukego z Berlina. Na wieży zawieszone są trzy brązowe dzwony, zestrojone w zestaw Pater Noster:
| Waga    | Średnica | Ton | Rok odlania | Ludwisarnia                      |
| ------- | -------- | --- | ----------- | -------------------------------- |
| 825 kg  | 110 cm   | g'  | 1910        | Petit & Gebr. Edelbrock, Gescher |
| 1221 kg | 124 cm   | f'  | 1910        | Petit & Gebr. Edelbrock, Gescher |
| 1797 kg | 140,6 cm | es' | 1910        | Petit & Gebr. Edelbrock, Gescher |

## Galeria

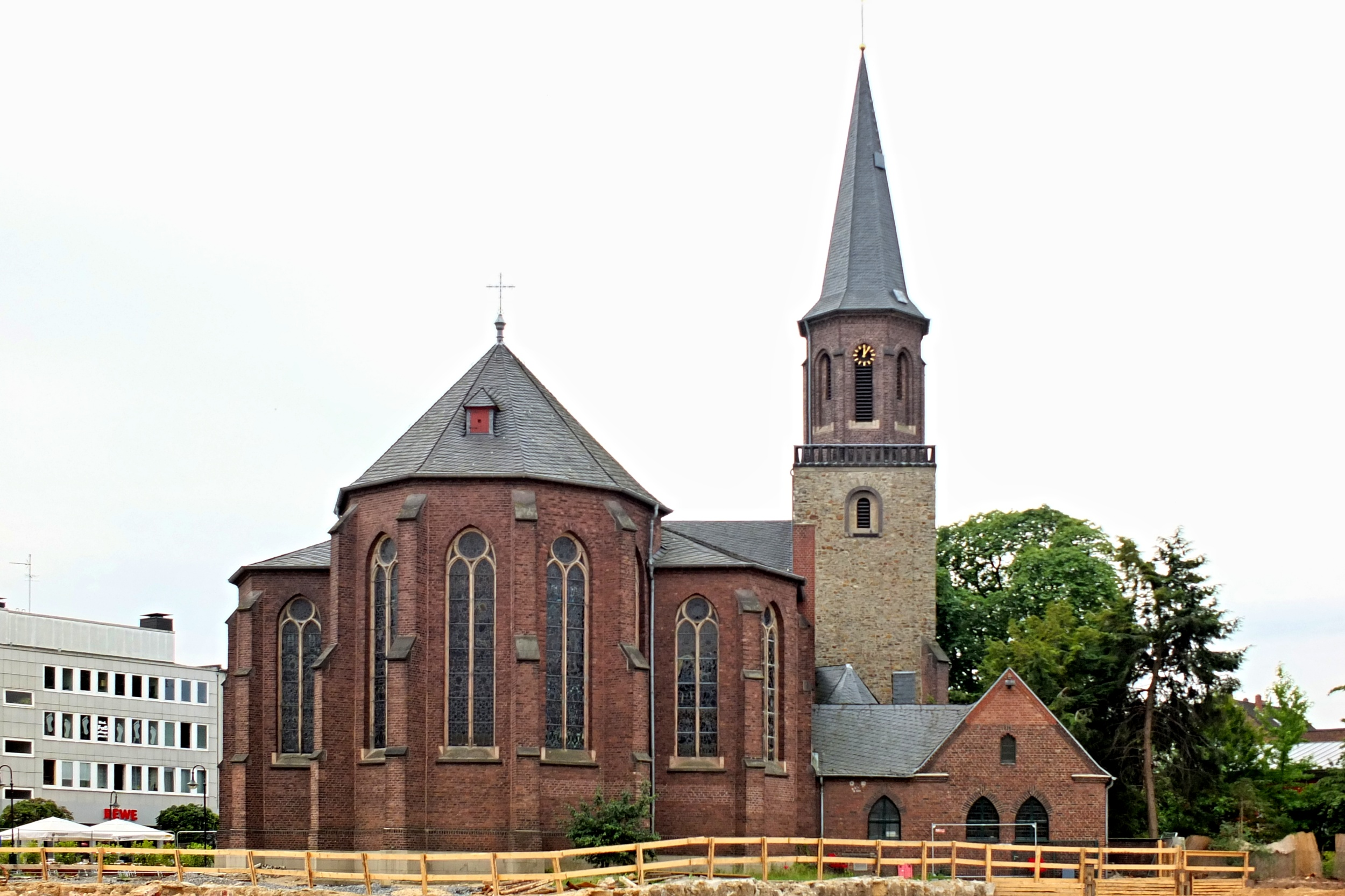
Wieża i absyda
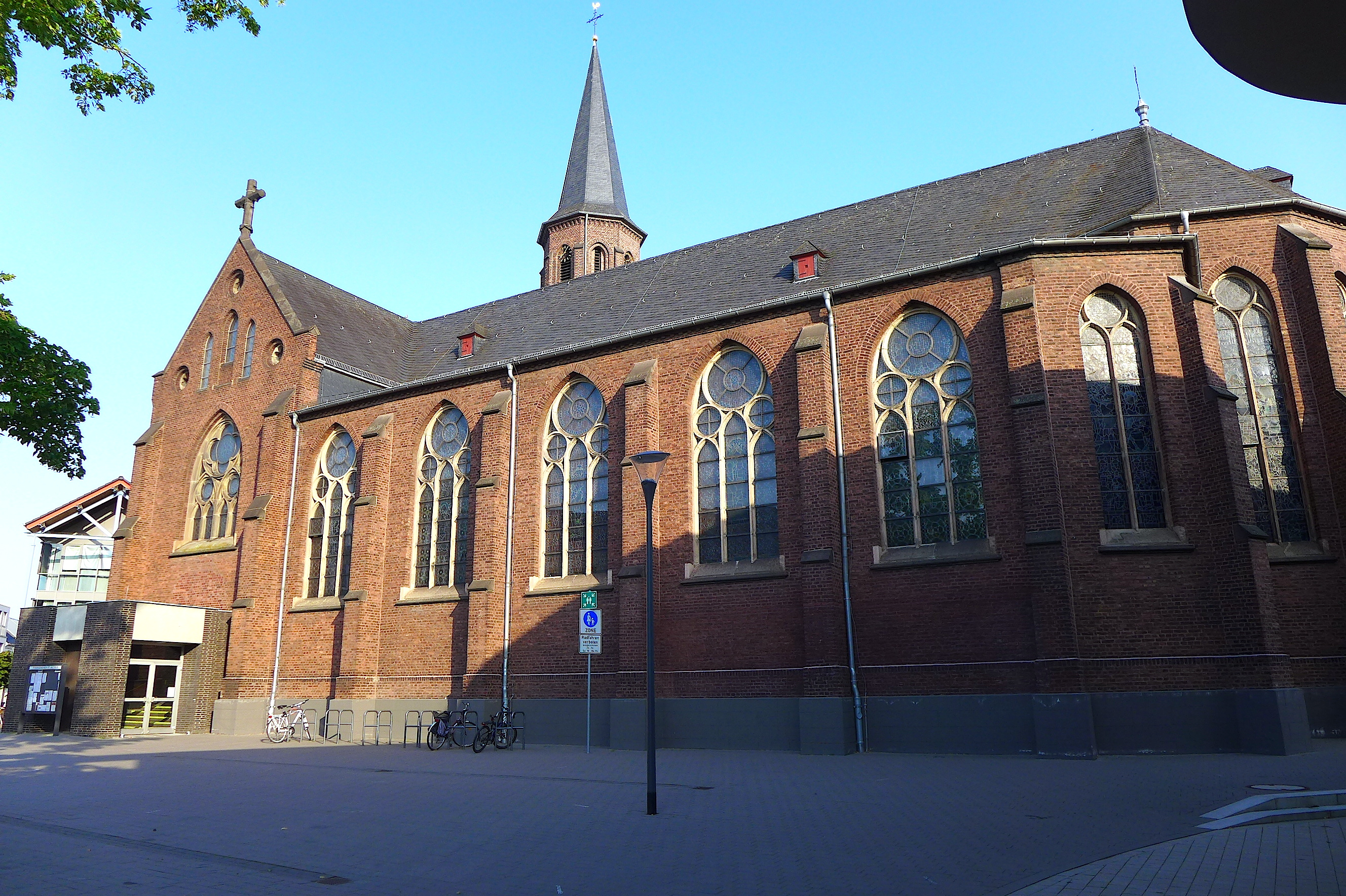
Widok ze wschodu
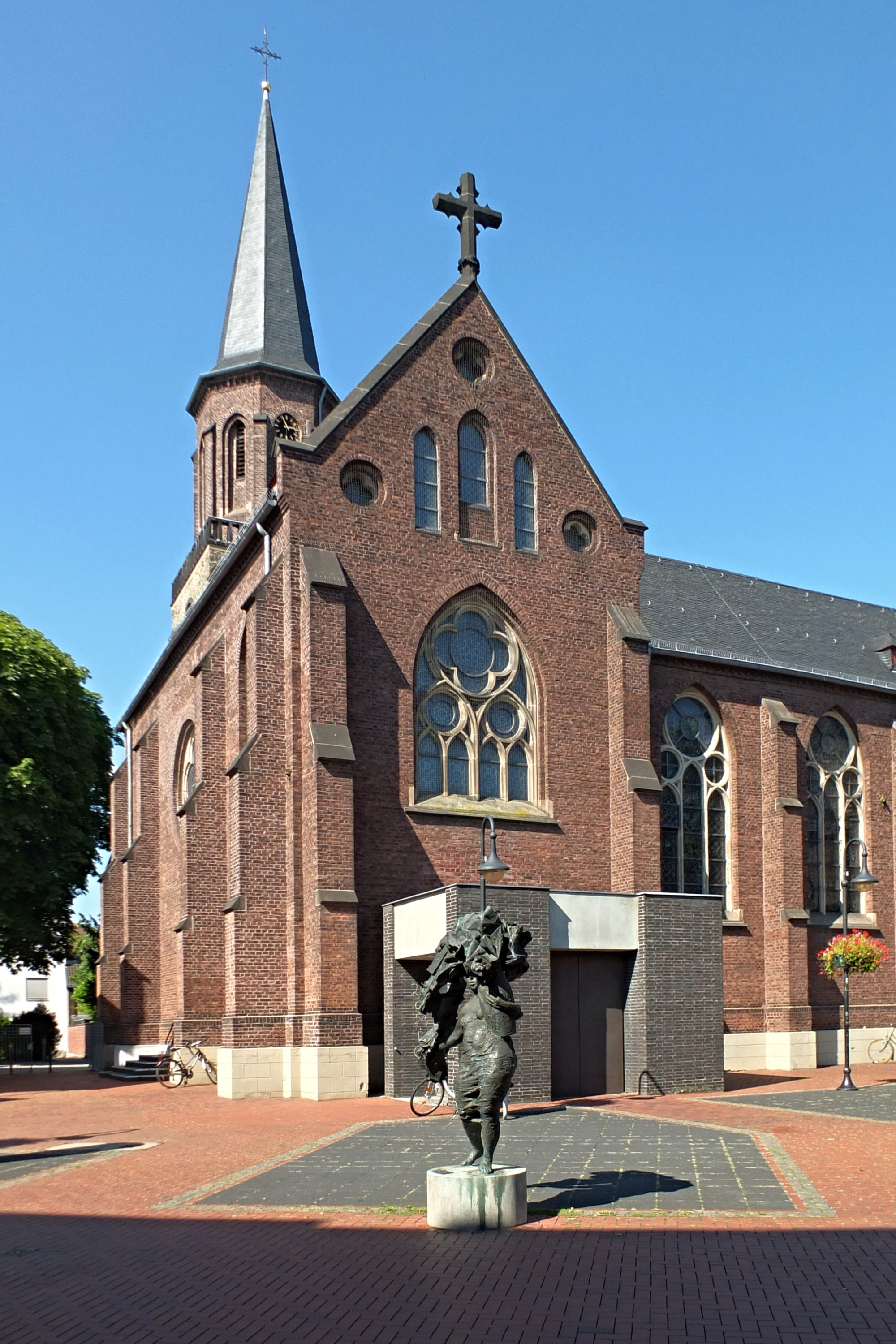
Widok z południa na zachodnią część kościoła
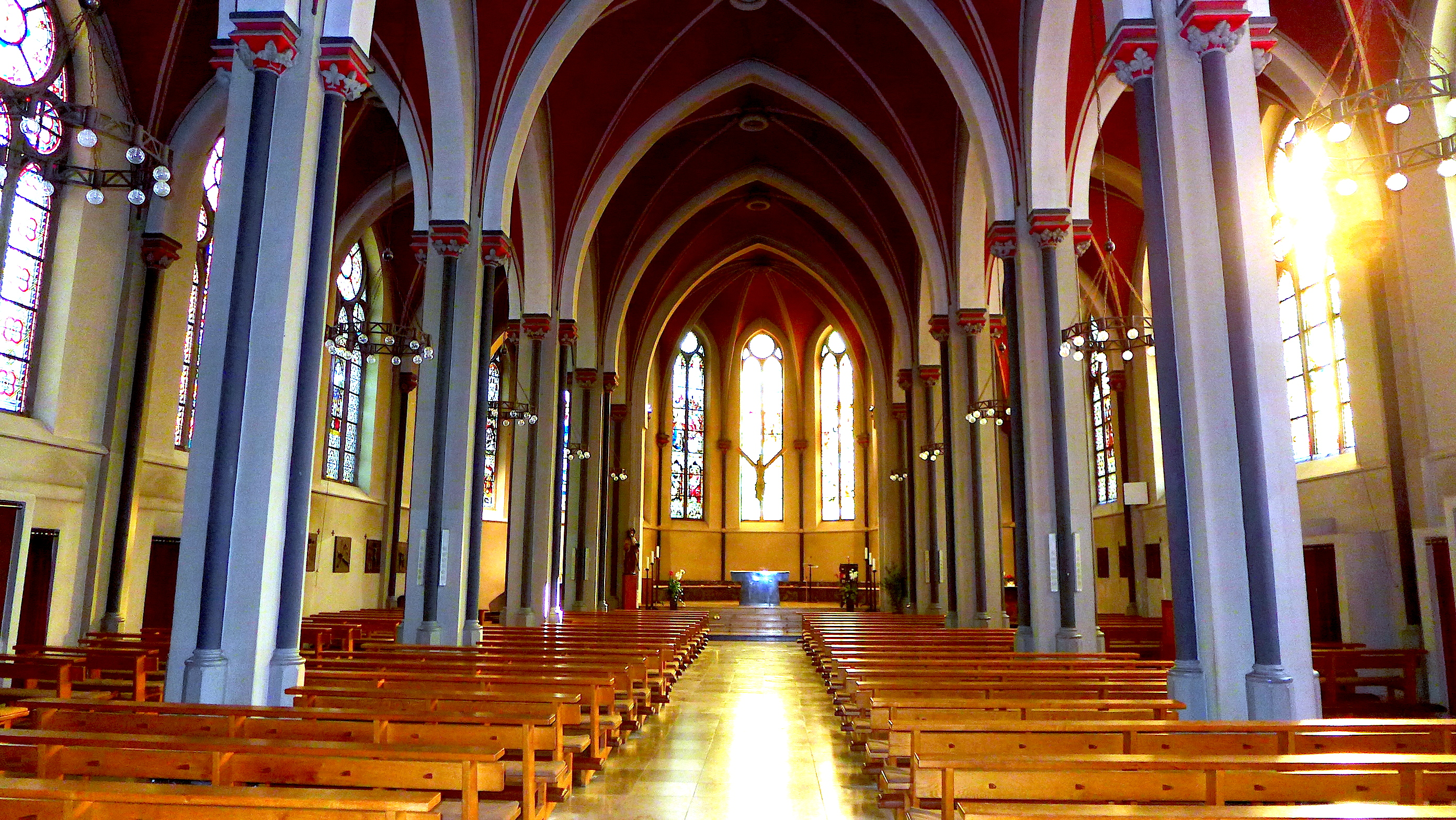
Wnętrze
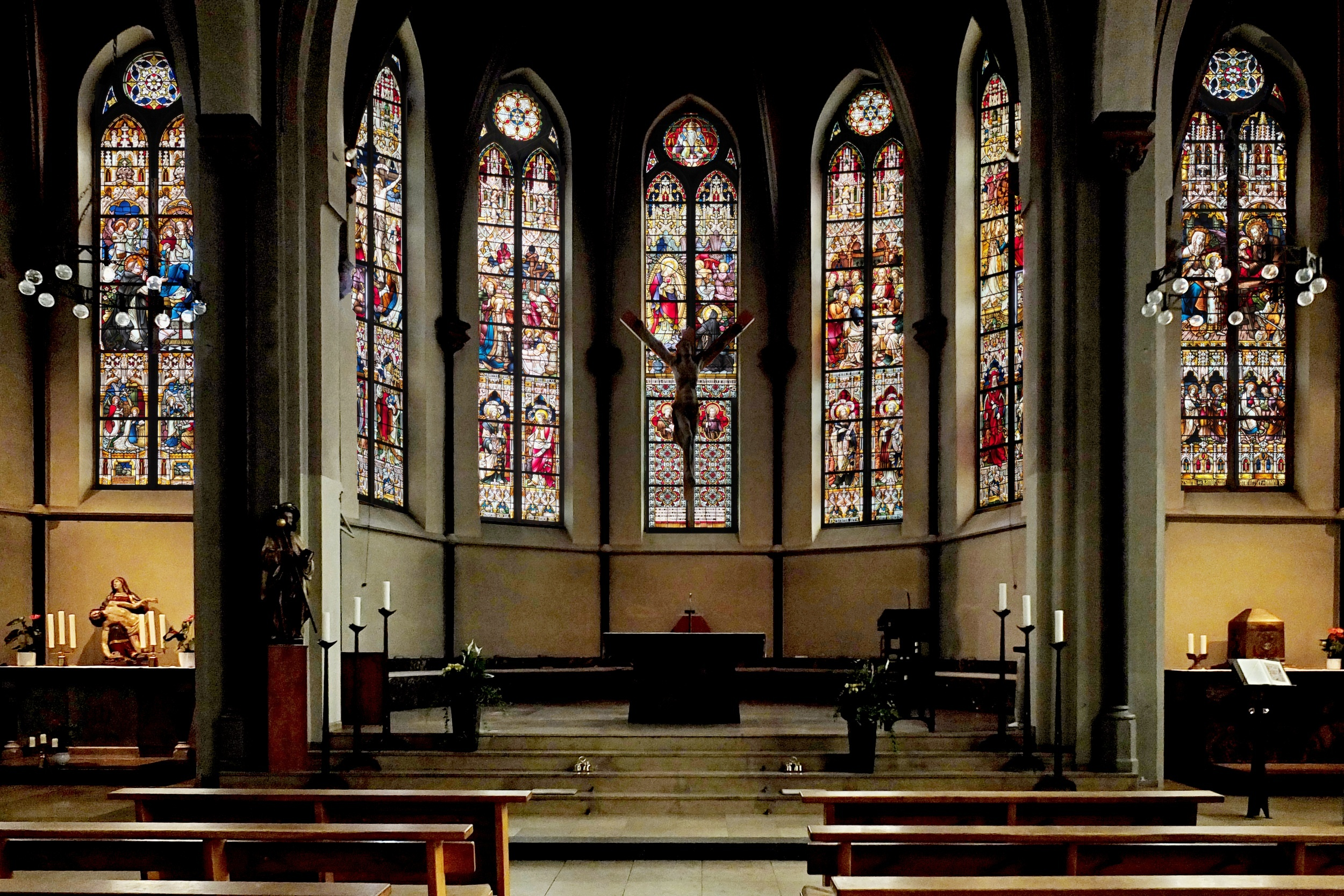
Prezbiterium i witraże
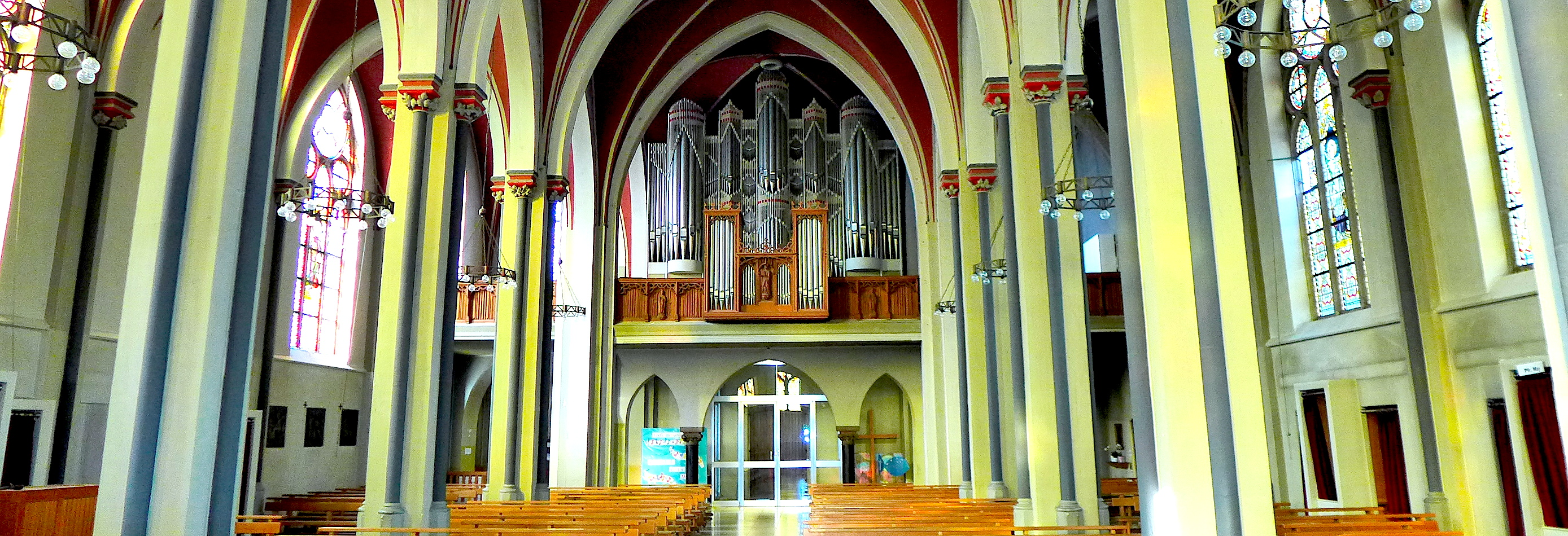
Empora organowa
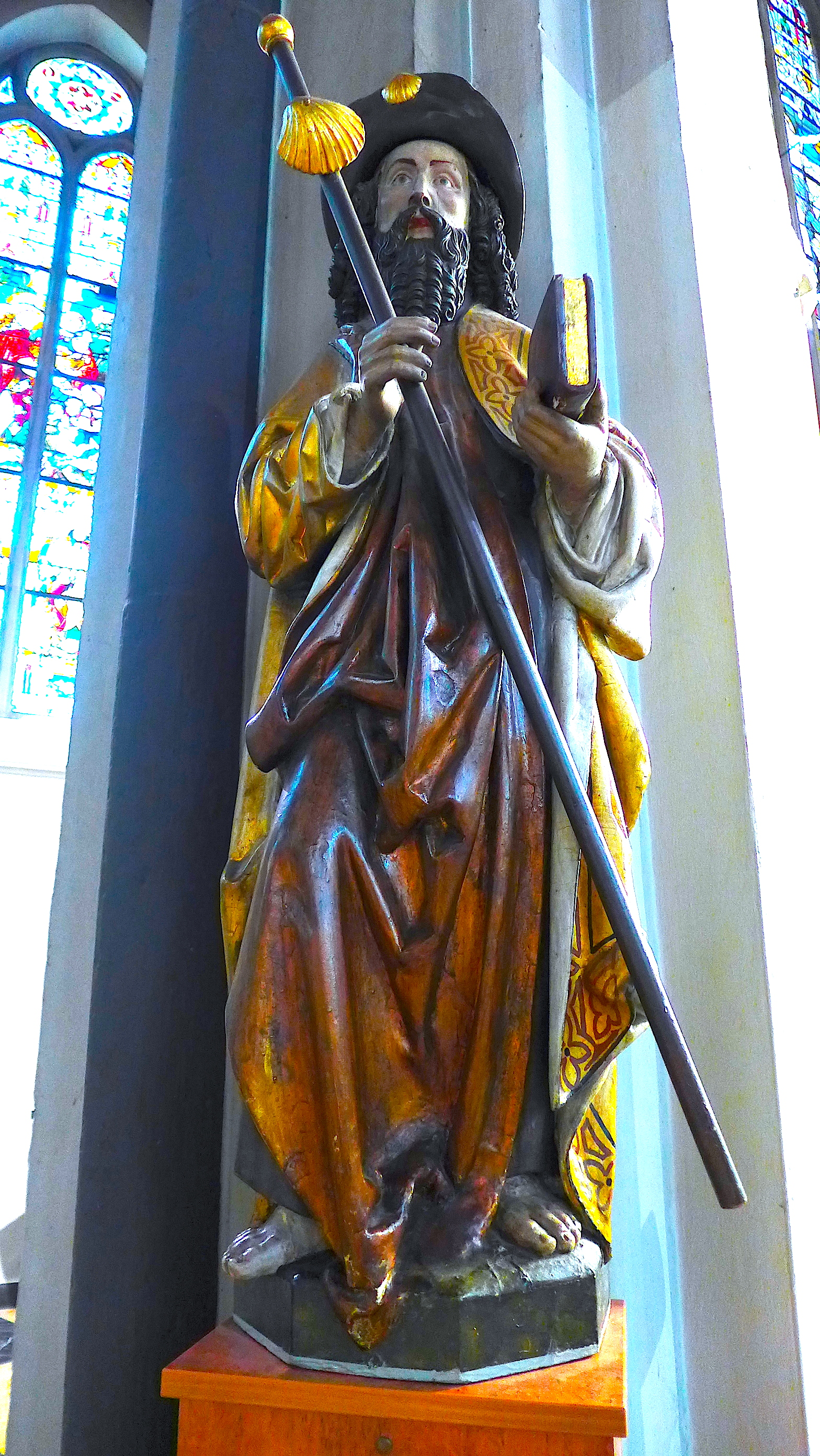
Figura św. Jakuba
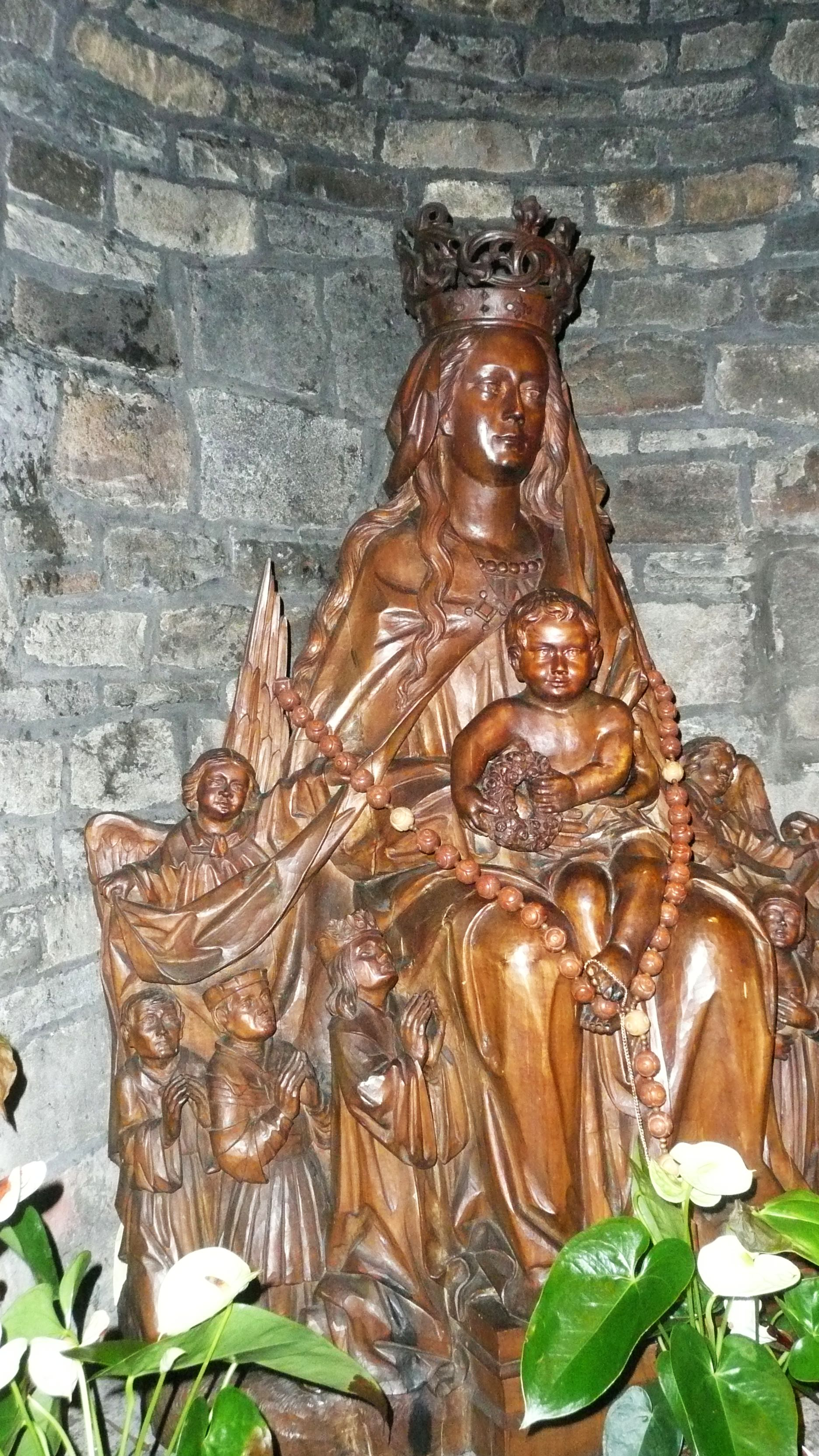
Figura w kaplicy Matki Bożej